# Lygus maritimus
Lygus maritimus är en insektsart som beskrevs av Wagner 1949. Lygus maritimus ingår i släktet Lygus, och familjen ängsskinnbaggar. Arten är reproducerande i Sverige.

## Bildgalleri

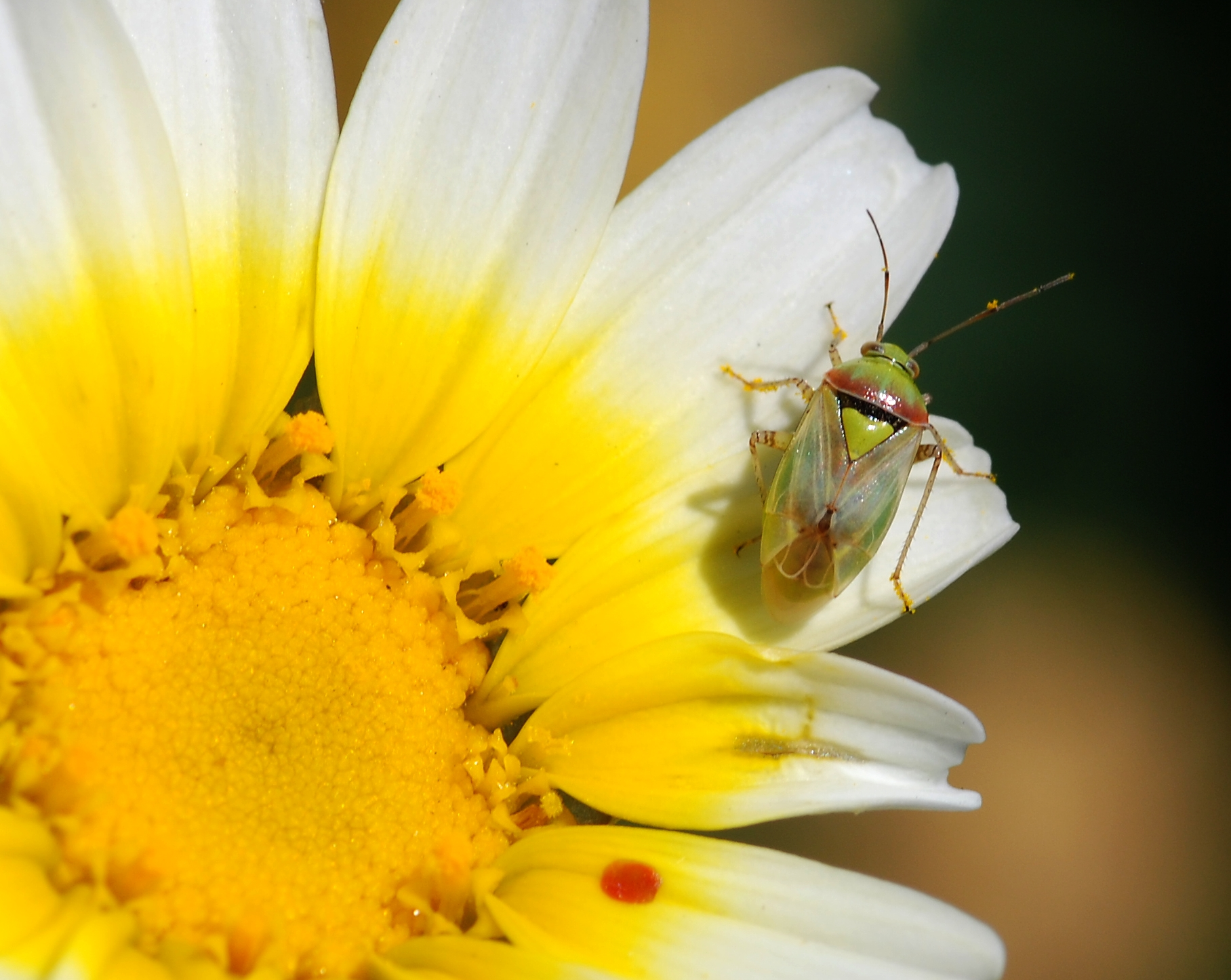